# 허홍
허홍(1964년 ~ )은 전 NHN서비스, 키움 히어로즈의 대표이사이다. NC소프트, NHN에서 CFO, CEO로 근무한 경력이 있다. 2021년 건강기능식품 브랜드 GNC, SCG솔루션 글라스락과 공식 후원 계약을 체결했다.